# Titidius albiscriptus
Titidius albiscriptus es una especie de araña del género Titidius, familia Thomisidae.

## Distribución
Esta especie se encuentra en Brasil.

## Taxonomía
Fue descrita por Mello-Leitão en 1941.
Tratamiento taxonómico
La especie aparece registrada y publicada en Aranhas do Paraná. Arquivos do Instituto Biológico, Sao Paolo 11: 235–257.